# La Statue animée
La Statue animée er en fransk stumfilm fra 1903 af Georges Méliès.